# Зачатие Богородицы

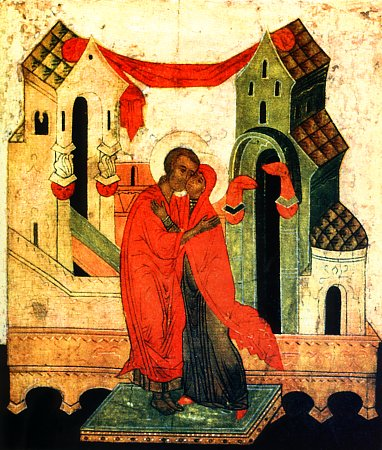
Икона «Зачатие праведной Анны». XV век.
Музей икон (Рекклингхаузен)

Зача́тие Богоро́дицы (греч. Ευλληπσις τής 'αγιας και θεοπρομητορος Aννας — зачатие праведной Анной Пресвятой Богородицы; лат. Conceptio Sanctae Mariae) — праздник Православной церкви, установленный в честь зачатия святой Анной дочери — Богородицы. Празднование совершается 9 (22) декабря. Полное название праздника в богослужебных книгах на церковнославянском языке: Зача́тие святы́я Богопрама́тере А́нны, егда́ зача́т Пресвяту́ю Богоро́дицу (греч. Ἡ σύλληψις τῆς Ἁγίας Ἄννης, τῆς Μητρὸς τῆς Θεοτόκου, καὶ ἡ ἀνάμνησις τῶν Ἐγκαινίων)
Точное время установления празднование в память зачатия Богородицы неизвестно, однако можно установить временные рамки появления праздника. Учитывая, что уже в VIII—IX веках на праздник были написаны сочинения (канон Андрея Критского, проповедь Георгия Никомидийского, гомилия Иоанна Эвбейского), то, вероятно, праздник имеет древнее происхождение, то есть уже был в первой половине VIII века, это самое раннее свидетельство о данном празднике. В месяцесловах начала V века нет ни одного Богородичного праздника. Рождество Пресвятой Богородицы появилось примерно в VI веке. Зачатие — это праздник меньший и более поздний в сравнении с Рождеством Богородицы, он появился в VII—VIII веках. Византийский император Мануил I в 1166 году отнёс праздник к числу религиозных праздников, когда запрещено работать.

## Событие праздника

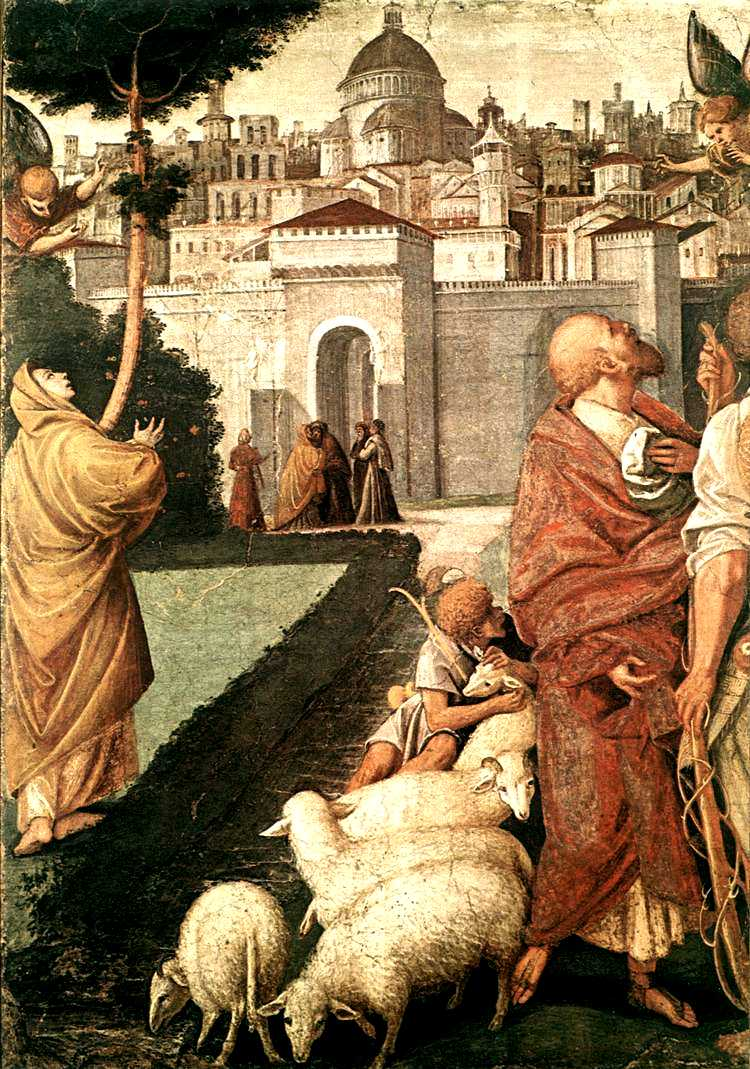
Благовещение Иоакиму и Анне. Фреска Гауденцио Феррари. 1544—1545. Пинакотека Брера

О событии, в честь которого установлено празднование, известно из апокрифического Протоевангелия Иакова (II век). Согласно данному рассказу, у благочестивой семейной пары Иоакима и Анны долгое время не было детей. Когда первосвященник отказал Иоакиму в праве принести Богу жертву, так как он «не создал потомства Израилю», то он удалился в пустыню, а его жена осталась дома в одиночестве. В это время им обоим было видение ангела, возвестившего, что «Господь внял молитве твоей, ты зачнёшь и родишь, и о потомстве твоём будут говорить во всем мире».
После этого благовестия Иоаким и Анна встретились у Золотых ворот Иерусалима:

И вот Иоаким подошёл со своими стадами, и Анна, стоявшая у ворот, увидела Иоакима идущего, и, подбежав, обняла его, и сказала: Знаю теперь, что Господь благословил меня: будучи вдовою, я теперь не вдова, будучи бесплодною, я теперь зачну! И Иоаким в тот день обрел покой в своем доме.
— Протоевангелие Иакова (4:7-8)
После этого Анна зачала, и когда «прошли положенные ей месяцы, и Анна в девятый месяц родила». Дата зачатия — 9 декабря установлена исходя из того, чтобы она отстояла от даты Рождества Богородицы (8 сентября) на 9 месяцев. Димитрий Ростовский писал: «Говорили же некоторые, будто Пресвятая Дева родилась через 7 месяцев — и родилась без мужа, но это несправедливо».

## В Римско-католической церкви
В Католической церкви в 1854 году был установлен догмат, согласно которому Дева Мария была зачата от обычных родителей — Анны и Иоакима, но на неё не перешёл первородный грех. Догмат отвергается православием, протестантизмом и другими христианскими течениями.
Праздник Непорочного зачатия отмечается 8 декабря (установлен в 1708 году), имеет статус Торжества, один из главных богородичных праздников.

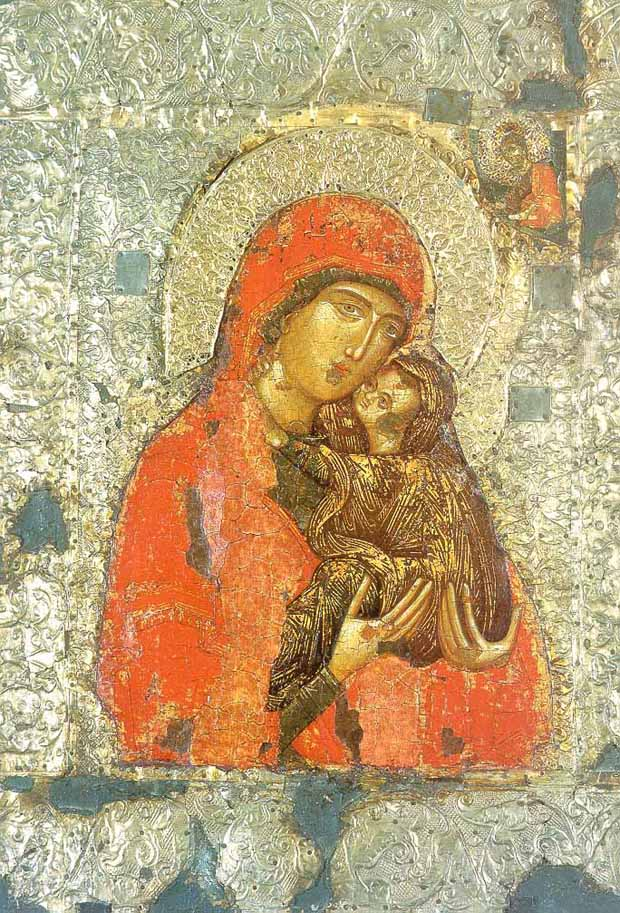
«Святая Анна с младенцем Марией»
(сербская (?) икона)

## Иконография
В иконописи изображение зачатия Богородицы представлено в трёх вариантах:
- Встреча (целование) Иоакима и Анны у Золотых ворот.
- Богородица изображается попирающей ногами змия:

Внизу иконы, по сторонам её, святые Иоаким и Анна изображаются обычно с поднятыми вверх и молитвенно сложенными руками; глаза их также устремлены вверх и созерцают Божию Матерь, Которая как бы парит в воздухе с распростёртыми дланями; под Её стопами изображён шар, обвитый змием, обозначающим диавола, который в лице падших прародителей стремится подчинить своей власти всю вселенную.

- Святая Анна держит на левой руке Богородицу в младенческом возрасте.